# Курочка Ряба
Ку́рочка Ря́ба (бел. Курачка-рабка; укр. Дід, баба та курочка-ряба) — сказочный сюжет в восточнославянской фольклорной традиции. В указателе сюжетов фольклорной сказки этот сюжет обозначается как «Разбитое яичко» (ранее: «Курочка ряба сносит яичко, мышка его разбивает») (индекс 2022В=АА); в Указателе сказочных сюжетов Н. П. Андреева по системе Аарне обозначается как «Курочка снесла золотое яичко» (индекс *241 III) и группируется с сюжетами «Смерть петушка» и «Петушок вышиб глаз курочке». Структура текста сказки — цепь повторов. В «Курочке рябе», как и в группе родственных кумулятивных сюжетов с моделью «оплакивания» («Петушок подавился», «Вошка и блошка») каждый новый персонаж выражает своё сочувствие по поводу случившегося несчастья.
В настоящее время «Курочка ряба» — одна из первых сказок, которые родители читают детям. Используемый для этого текст — ставший каноническим вариант одной из упрощенных (без повторов) версий сюжета «Сказки про курочку Рябу»; при этом сюжет получил «хорошую» концовку — обещание курочки снести новое яичко вместо разбитого. Педагог и писатель Константин Ушинский в своей обработке оставил небольшую часть сказки с доступным и понятным для детей смыслом.

## Композиция сюжета
Завязка сказки — курочка сносит яичко, при этом курочка, а иногда и само яичко описывается как пёстрое (или рябое); затем мышка разбивает яичко.
После этого следует описание бед, вызванных известием о разбитом яичке, представленных как череда эпизодов, присоединяющихся один к другому, при этом повторное описание обрастает новыми подробностями при каждом новом упоминании (что является классическим примером кумулятивного построения композиции). Таких эпизодов в сказке может быть от трёх до 6-7. В них многочисленные персонажи выполняют различные акции: дед и баба плачут — сорока ногу изломала — тын расшатался — дуб с себя листочки посшибал — попова дочь вёдра разбила — попадья выкинула пироги за окошко / кадку с тестом перевернула — поп церковные книги порвал / поп разбежался и ударился о косяк и т. д. За кумуляцией следует финал сказки — последнее звено, ставящее точку в дальнейшем нагромождении эпизодов. Тип сказки про курочку Рябу также называют формульным, так как в ней дословно повторяются однотипные ситуации.
Что касается семантики композиции сюжета, то следует упомянуть В. Я. Проппа, который видел в композиции кумулятивной сказки вообще и сказки про курочку Рябу в частности комическую природу. Учёный говорил о ничтожности событий, стоящих в начале кумулятивной сказки. «Ничтожность этих событий иногда стоит в комическом контрасте с чудовищным нарастанием вытекающих из них последствий и с конечной катастрофой (начало — разбилось яичко, конец — сгорает вся деревня)».
Впоследствии «Сказка про курочку Рябу», став достоянием главным образом детской аудитории, сохранила лишь основной мотив традиционного сюжета (курочка Ряба сносит яйцо, мышка его разбивает). Сократилось и количество действующих лиц, ограниченных теперь центральными образами. В то же время сказка получила новую концовку — обещание курочки снести вместо разбитого новое золотое яичко, а затем концовку с обещанием простого яичка. Наиболее известный в настоящее время вариант с таким обещанием зафиксирован в 1864 году в обработке Ушинского.
Сказочный сюжет «Курочка Ряба» известен в восточнославянском фольклоре, в фольклоре поляков, румын, литовцев и латышей. В румынских и части литовских вариантов причина горя не связана с яйцом. В фольклоре многих других народов существуют схожие по структуре сюжеты: у словаков, сербов, балтийских народов.

## Мифология сюжета
Владимир Топоров (основоположник «теории основного мифа») возводил сюжет сказки к мотиву Мирового яйца, которое раскалывает мифологический герой. Этот мотив В. Н. Топоров реконструировал по текстам сказочного типа (сюжет 301 — «Три царства — медное, серебряное и золотое») и близким к нему. Предполагалось, что мотив расколотого Мирового Яйца и происхождения из него мира в целом или отдельных его частей (небо, земля, и т. п.) — общий для мифологических представлений многих народов, в том числе славян, прибалтийских финнов, древних греков, у жителей Китая, Индии, Индонезии, Океании, Австралии, Африки и т. д.
Топоров считал, что сказка «Курочка Ряба» является крайним вырожденным вариантом вышеприведённого мифологического представления.
По Л. Г. Мощенской, в «Курочке Рябе» отражается глубинный слой мифопоэтических представлений, сказка содержит в себе космогоническую модель мира, разделенного на верхний, средний и нижний миры. При этом средний мир (Землю) воплощают дед, баба и курочка ряба, нижний мир (преисподнюю) — мышка, а верхний мир — золотое космическое яйцо. Амбивалентный характер центральных действующих героев сказки, мышки и курочки, позволяет рассматривать сюжет в двух ключах: положительном, созидательном (разбиение яйца — это создание звёздного неба) и отрицательном, разрушительном.

## Толкования сюжета
Борис Заходер считал, что «Курочка Ряба» — это сказка о человеческом счастье: «Счастье — это золотое яйцо — люди бьют его и так и эдак, а пробежала мышка, хвостиком махнула и яйцо разбилось».
Александр Ужанков: «Что значит дед и баба? Как их понимать? Мы знаем, что христианство глубоко символичная религия. Значит любой образ можно воспринимать как символ, а в символе всегда много значений. Если будем искать духовный смысл, то можно понять, что речь идёт о прародителях, потому что вся народная сказка строится именно на этом, должны быть ассоциативные связи между современностью и прошлым. Значит дед и баба — это прародители Адам и Ева. Курочка. Вечный вопрос: Что первично: яйцо или курица? Яйцо снесла не простое, а золотое. На многих иконах мы видим золотой фон. Золото означает вечность, отсутствие времени. Если снесли яйцо золотое, а не простое, значит Яйцо — это мироздание. Адам и Ева получили рай, в котором не было времени. Как отнеслись Адам и Ева или дед и баба к этому яйцу? Дед бил-бил и не разбил, баба била-била и не разбила. Зачем, какой смысл в том, чтобы разбить это яйцо? Ведь оно дано для сбережения, а они относятся с небрежением. Почему? Они положили это яйцо на полочку куда-то, мышка бежала, хвостиком вильнула, яйцо упало и разбилось. Кто такая мышка? Это представительница потусторонних сил. В Библии что сказано? Как можно было искусить Адама? Только через Еву — тут и змий появляется. А зачем? А чтобы забрать этот золотой рай, который у них был. А в сказке что? В сказке тоже рай, который не берегут дед и баба. Поэтому они теряют его, то есть он разбился, они остались вне, то есть без него. Дед и баба плачет, курочка кудахчет: не плачь, дед и баба, я снесу яичко, но теперь простое, не золотое. Почему? Потому что Адам и Ева уже изгнаны из рая. Они теперь будут жить мире, где есть время, есть пространство, есть страсти. Это уже другое мироздание. Яйцо — ведь это тоже символ мироздания. Поэтому для них это будет уже другой мир, в котором они будут жить. Это очень простая сказка. Русская культура — особая. Многие вещи передаются из поколения в поколение и как приуготовление к восприятию Библии. Не все же в народе, в быту читали библию, но многие знания передаются в фольклоре, в частности в сказке: „сказка — ложь, да в ней намёк — добрым молодцам урок“ — там есть нечто, что учит, чему-то учит, или приготовляет к христианству».

### Текст сказки и иллюстративный материал
- Тексты по теме Курочка Ряба в Викитеке
- Курочка: Сказка № 70 // Народные русские сказки А. Н. Афанасьева — М.: Наука, 1984—1985. — Т. 1. — С. 83.
- Курочка: Сказка № 71 // Народные русские сказки А. Н. Афанасьева — М.: Наука, 1984—1985. — Т. 1. — С. 83-84
- Русская народная сказка «Курочка Ряба»
- Стариково великое горе — сюжет в обработке В.Даля ПЕРВАЯ ПЕРВИНКА ПОЛУГРАМОТНОЙ ВНУКЕ (стр. 16)
- «Курочка Ряба» в обработке Алексея Толстого
- Аудиосказка «Курочка Ряба»
- Мультфильм «Курочка Ряба» и переводы его на разные языки с озвучкой